# Sole Street
Sole Street är en ort i grevskapet Kent i sydöstra England. Orten ligger i distriktet Gravesham och civil parishen Cobham, cirka 6,5 kilometer söder om Gravesend. Tätorten (built-up area) hade 987 invånare vid folkräkningen år 2021.